# Камни (стихотворение Воронова)
«Камни» — стихотворение советского поэта Юрия Воронова из сборника «Блокада» (1968), посвященное мужеству и стойкости жителей блокадного Ленинграда во время Великой Отечественной войны. Слова из этого стихотворения «О камни! Будьте стойкими, как люди!» были отлиты в бронзе на Монументе Героическим защитникам Ленинграда.

## История
Юрий Воронов родился в Ленинграде в 1929 году. Его творчество тесно связано с трагическими событиями Великой Отечественной войны. Будучи подростком, он с трудом пережил тяжелые дни блокады. Он разбирал завалы домов, дежурил на крышах. В 14 лет был награждён медалью «За оборону Ленинграда». Его первая книга «Блокада»  вышла лишь в 1968 год, хотя первые стихи сборника написаны в 1942 году. Его стихотворение «Камни» оканчивается словами «О камни! Будьте стойкими, как люди!», которые были высечены в граните на Монументе Героическим защитникам Ленинграда.